# غونتر كراوزه
غونتر كراوزه (بالألمانية: Günther Krause)‏ (و. 1953  م) هو سياسي، ومهندس، وأستاذ جامعي من ألمانيا، وألمانيا الشرقية، ولد في هاله، هو عضو في الاتحاد الديمقراطي المسيحي.

## مناصب
تولى منصب الوزير الاتحادي للشؤون الخاصة (3 أكتوبر 1990–1991)
- عضو في البوندستاغ الألماني (3 أكتوبر 1990–1994)[6]
- سكرتير برلماني في ألمانيا  [لغات أخرى]‏ (أبريل 1990–2 أكتوبر 1990)
- عضو في مجلس الشعب ‏ (18 مارس 1990–2 أكتوبر 1990)

.

## التعليم
تعلم في جامعة باوهاوس، فايمار (1974–1978)
.

## روابط خارجية
- غونتر كراوزه على موقع IMDb (الإنجليزية)
- غونتر كراوزه على موقع مونزينجر (الألمانية)